# Stockton (Kansas)
Stockton és una població dels Estats Units a l'estat de Kansas. Segons el cens del 2000 tenia 1.558 habitants.

## Demografia
Segons el cens del 2000, Stockton tenia 1.558 habitants, 636 habitatges, i 403 famílies. La densitat de població era de 462,7 habitants/km².
Dels 636 habitatges en un 28,8% hi vivien nens de menys de 18 anys, en un 50,9% hi vivien parelles casades, en un 9,7% dones solteres, i en un 36,5% no eren unitats familiars. En el 35,4% dels habitatges hi vivien persones soles el 23,4% de les quals corresponia a persones de 65 anys o més que vivien soles. El nombre mitjà de persones vivint en cada habitatge era de 2,21 i el nombre mitjà de persones que vivien en cada família era de 2,85.
Per edats la població es repartia de la següent manera: un 22,9% tenia menys de 18 anys, un 5,5% entre 18 i 24, un 26,8% entre 25 i 44, un 19,7% de 45 a 60 i un 25% 65 anys o més.
L'edat mediana era de 42 anys. Per cada 100 dones de 18 o més anys hi havia 99,5 homes.
La renda mediana per habitatge era de 31.125 $ i la renda mediana per família de 38.603 $. Els homes tenien una renda mediana de 26.458 $ mentre que les dones 19.688 $. La renda per capita de la població era de 17.205 $. Entorn del 6,3% de les famílies i el 9,1% de la població estaven per davall del llindar de pobresa.

## Poblacions més properes
El següent diagrama mostra les poblacions més properes.